# الميدان (جريدة مصرية)
جريدة الميدان هي جريدة أسبوعية مصرية مستقلة تصدر باللغة العربية. نُشرت الجريدة لأول مرة في 16 آذار 1995. وهي جزء من منظمة الميدان وفي عام 2001، أُلقي القبض على رئيس تحريرها محمد محمد المرسي وسجن بتهمة تلقي رشاوى من أحد المنتجين ليُوقف حملة تشهير ضد فساده، والتي نُشرت في الجريدة.

## روابط خارجية
- (مؤرشف)